# Yoshiharu Tsuge

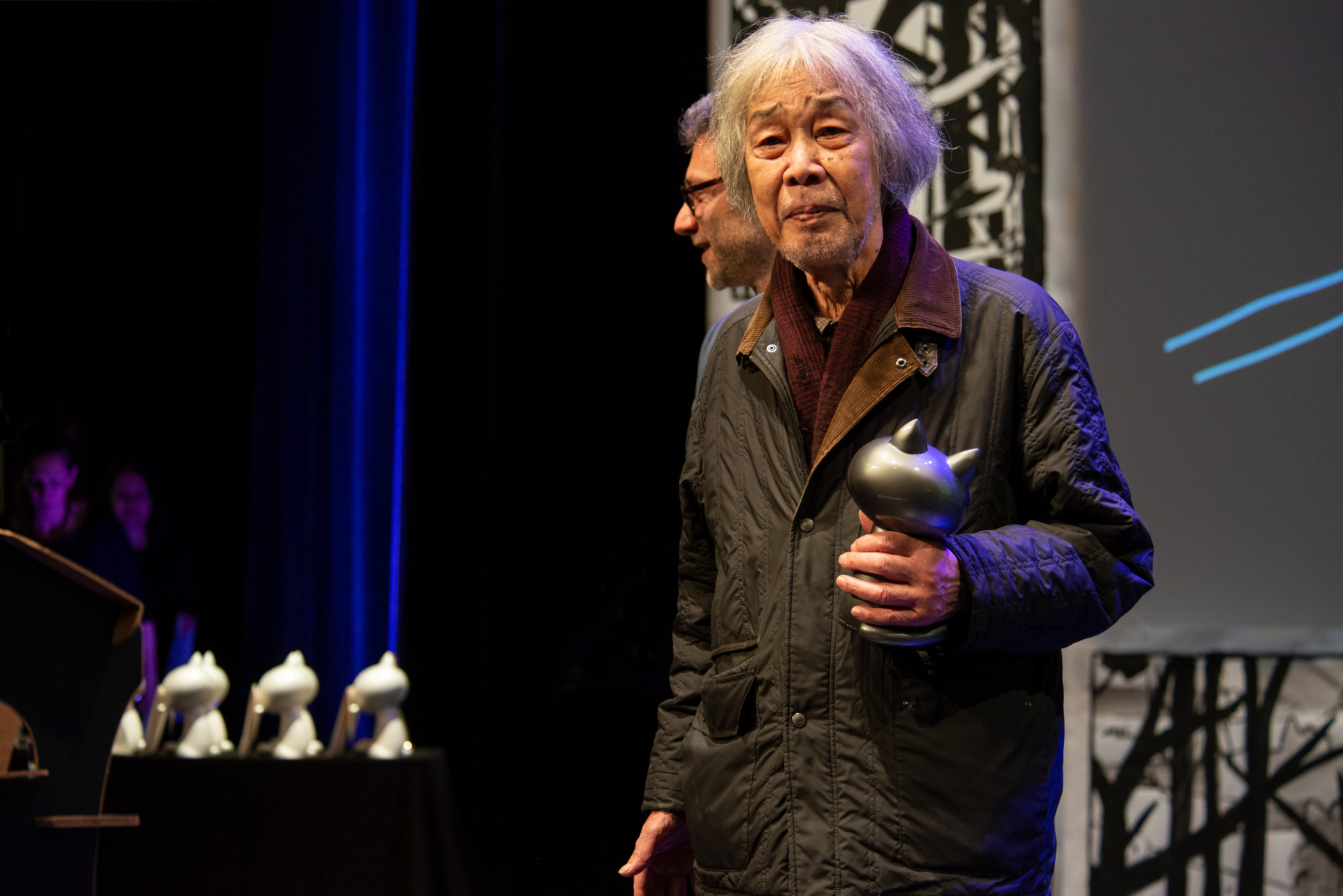
Yoshiharu Tsuge, ausgezeichnet beim Festival International de la Bande Dessinée d'Angoulême 2020

Yoshiharu Tsuge (jap. つげ 義春, eigentlich 柘植 義春, Tsuge Yoshiharu; * 31. Oktober 1937 in Katsushika, Präfektur Tokio, Japan) ist ein japanischer Manga-Zeichner. Er gilt als einer der wichtigsten Künstler des alternativen Manga. Die meisten seiner Werke basieren auf autobiographischen Erlebnissen oder Träumen.

## Leben
Tsuge wurde 1937 in Katsushika, einem Bezirk von Tokio, als zweites von drei Kindern geboren. Seine Kindheit verlief unter den Verwüstungen des Zweiten Weltkriegs sehr unglücklich. Der Vater starb 1942, die Mutter heiratete kurze Zeit später erneut. Weil die Familie an Armut zu leiden hatte, musste Tsuge bereits nach Abschluss der Grundschule zu arbeiten beginnen. Mit vierzehn versuchte er, als blinder Passagier auf einem Schiff in die USA zu gelangen, wurde jedoch, noch bevor das Schiff abgelegt hatte, erwischt und der Polizei übergeben; er verbrachte eine Nacht im Gefängnis.
1954 begann er, für Leihbüchereien Mangas zu zeichnen. Diese Büchereien ließen ihren Zeichnern künstlerische Freiheit und waren die einzige Alternative zum kommerziellen Manga-Markt, der sich in den 1950ern ausschließlich an Kinder wandte. Beeinflusst wurde er bei diesen Anfangswerken sowohl von düsteren und realistisch gezeichneten Comics (Gekiga), als auch von Osamu Tezuka. Als die Leihbüchereien in den 1960ern schlossen, war er arbeitslos und depressiv. Ein Selbstmordversuch scheiterte; durch Blutspenden bezahlte er seinen Lebensunterhalt und Schulden.
Katsuichi Nagai gründete 1964 gemeinsam mit dem Mangaka Sanpei Shirato das alternative Manga-Magazin Garo. Dieses Magazin suchte nach neuen Talenten und stieß dabei auf Tsuge. Dieser veröffentlichte 1965 mit Uwasa no Bushi schließlich seine erste Geschichte in Garo und arbeitete zeitweise als Assistent bei Shigeru Mizuki. 1966 erregte der von Tsuge für Garo gezeichnete Manga Numa Aufsehen. Die Leser waren irritiert von Tsuges Darstellung der Erotik und dem offenen Ende. Als auch seine nächste Kurzgeschichte Chiko als zu seltsam aufgefasst wurde, wurden seine Veröffentlichungen seltener. 1967 begannen allerdings Kritiker, seinen Werken große Aufmerksamkeit zu schenken und diese als „Kunst“ zu bezeichnen. Dadurch fand er wieder Gefallen am Zeichnen und veröffentlichte viele neue Manga; 1968 wurde ihm sogar eine eigene Garo-Ausgabe gewidmet, für die er sein bekanntes Nejishiki zeichnete. In den folgenden Jahren wurde als Revolutionär des Manga gefeiert, seine Geschichten erlangten Kultstatus.
In den 1980ern konzentrierte er sich bei seinen Geschichten auf sein Privatleben und veröffentlichte sogar Teile seines Tagebuchs. 1987 zog sich Tsuge aus dem Manga-Geschäft zurück, da das Comic Baku-Magazin, für das er seine letzten Arbeiten zeichnete, eingestellt wurde und er erneut mit Angstattacken und Depressionen zu kämpfen hatte.

## Wirkung
Tsuge hatte sowohl auf andere Zeichner der Manga-Subkultur (zum Beispiel Hideshi Hino und Suehiro Maruo), als auch auf Mangaka des kommerziellen Manga-Marktes großen Einfluss. Die Popularität Tsuges, des Garo-Magazins und der Gekiga verhalf beispielsweise Osamu Tezuka in den 1960er-Jahren zu einer Neuorientierung.
Tsuges Manga sind in Japan nach wie vor populär, auch dank der Verfilmungen von Tsuges Geschichten für Kino und Fernsehen. Außerhalb Japans wurde Tsuges Schaffen trotzdem bisher nur wenig beachtet. Auf Deutsch erschien erst 2019 bei Reprodukt die Sammlung Rote Blüten, 2020 dann Der nutzlose Mann. Das letztere Werk (Munō no Hito) ist auf Französisch unter dem Titel L’Homme sans Talent erschienen und war 2005 auf dem Festival International de la Bande Dessinée d’Angoulême für den Prix du meilleur album nominiert.

## Werke (Auswahl)
- Hannin wa dare da!!  (犯人は誰だ!!, „Wer ist der Täter!!“), 1954
- Uwasa no Bushi (噂の武士, „Samurai, dessen Gerücht sich verbreitet“), 1965
- Chīko (チーコ), 1966
- Hatsutake gari  (初茸がり, „erstes Pilzsammeln der Saison“), 1966
- Numa  (沼, „Sumpf“), 1966
- Umibe no Jokei  (海辺の叙景, „Szene am Strand“), 1967
- Akai Hana  (紅い花, „Rote Blumen“), 1967
- Ri-san Ikka  (李さん一家, „Die Familie des Herrn Lee“), 1967
- Nejishiki (ねじ式, „Mit einer Schraube“), 1968
- Gensen-kan Shujin (ゲンセンカン主人, „Herr des Hotels Gensenkan“), 1968
- Realism no Yado (リアリズムの宿, „Gasthof des Realismus“), 1973
- Yoshio no Seishun (義男の青春, „Yoshios Jugendzeit“), 1974
- Hissatsu suru mekome (必殺するめ固め, „Tödliche Technik Surume-Gatame“), 1979
- Munō no Hito (無能の人, „Mann ohne Fähigkeit“), 1985
- Betsuri (別離, „Abschied“), 1987

### Auf Deutsch
- Rote Blüten. 20 Kurzgeschichten; aus dem Japanischen von John Schmitt-Weigand. Reprodukt, Berlin 2019, ISBN 978-3-95640-191-6[2]
- Der nutzlose Mann; aus dem Japanischen von Nora Bierich. Reprodukt, Berlin 2020, ISBN 978-3-95640-215-9